# أولاد مبارك (حميان سبع رواضي)
أولاد مبارك هو دُوَّار يقع بجماعة سبع رواضي، إقليم مولاي يعقوب، جهة فاس مكناس في المملكة المغربية. ينتمي الدوّار لمشيخة حميان سبع رواضي التي تضم 18 دوار. يقدر عدد سكانه بـ 340 نسمة حسب الإحصاء الرسمي للسكان والسكنى لسنة 2004.

## روابط خارجية
- البوابة الوطنية للجماعات الترابية
- المندوبية السامية للتخطيط